# Ellen Greene
Pour les articles homonymes, voir Greene.
Ellen Greene est une actrice américaine née le 22 février 1951 à Brooklyn.

## Biographie
Elle est née à Brooklyn, dans une famille de religion juive, et passe son enfance à Westbury (New York). Elle commence une carrière de chanteuse dans les nightclubs, avant d'obtenir en 1976 son premier rôle au cinéma dans Next Stop, Greenwich Village, où elle joue le rôle de Sarah.    

## Filmographie sélective

### Cinéma
- 1976 : Next Stop, Greenwich Village de Paul Mazursky : Sarah Roth
- 1982 : I'm Dancing as Fast as I Can de Jack Hofsiss : Karen Mulligan
- 1986 : La Petite boutique des horreurs de Frank Oz : Audrey
- 1988 : Lui et moi de Doris Dörrie : Annette Uttanzi
- 1988 : Conversations nocturnes d'Oliver Stone : Ellen
- 1990 : Pump Up the Volume d'Allan Moyle : Jan Emerson
- 1991 : Stepping Out de Lewis Gilbert : Maxine
- 1992 : Fathers & Sons de Paul Mones : Judy
- 1994 : Y a-t-il un flic pour sauver Hollywood ? de Peter Segal : Louise
- 1994 : Pionniers malgré eux de Peter Markle : Belle
- 1994 : Léon de Luc Besson : la mère de Mathilda
- 1996 : Jaded de Caryn Krooth : Louise Smith
- 1996 : Killer: A Journal of Murder de Tim Metcalfe : Elizabeth Wyatt
- 1996 : An Occasional Hell de Salomé Breziner : Della
- 1996 : Un beau jour de Michael Hoffman : Elaine Lieberman
- 1997 : States of Control de Zachary Winestine : Carol
- 2001 : Alex in Wonder de Drew Ann Rosenberg : Clarice Markov
- 2003 : Lady Chance de Wayne Kramer : Doris
- 2003 : Love Object de Robert Parigi

### Télévision
- 2002 : X-Files (épisode Improbable) : Vicki Burdick
- 2005 : Un destin si fragile (Fielder's Choice) de Kevin Connor : Jill Fielder
- 2007 : Pushing Daisies : Vivan Charles
- 2011 : Les Feux de l'amour : Primrose Deville
- 2013 : Hannibal
- 2013 : The Walking Dead: The Oath : Gale Macones